# حشره‌خوار تایتا
 حشره‌خوار تایتا (نام علمی: Suncus aequatorius) نام یک گونه از سرده حشره‌خوارهای مشکین است.